# Maxi (supermarché)
Pour les articles homonymes, voir Maxi.
Maxi est une bannière canadienne de supermarchés à rabais. Fondée en 1984 par Provigo, elle appartient depuis 1998 à Loblaw.
Au Québec, il y a 90 supermarchés Maxi et 23 hypermarchés Maxi & Cie (2017) (créée en 1996, propose une surface sensiblement plus grande et des services étendus). Maxi est le principal compétiteur de Super C.
À l'extérieur du Québec, Loblaws utilise la marque No Frills.

## Histoire

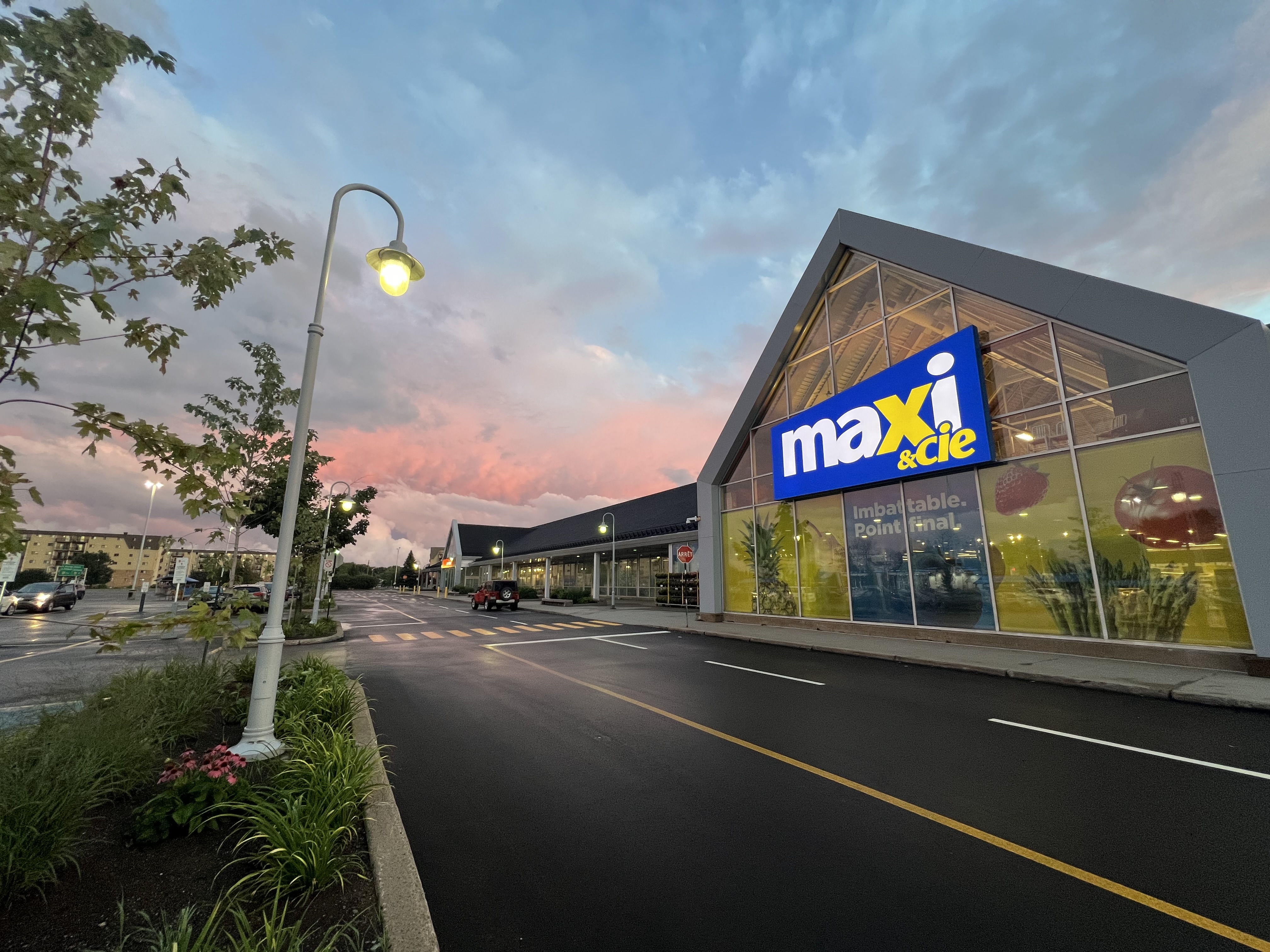
Un hypermarché Maxi & Cie à Québec.

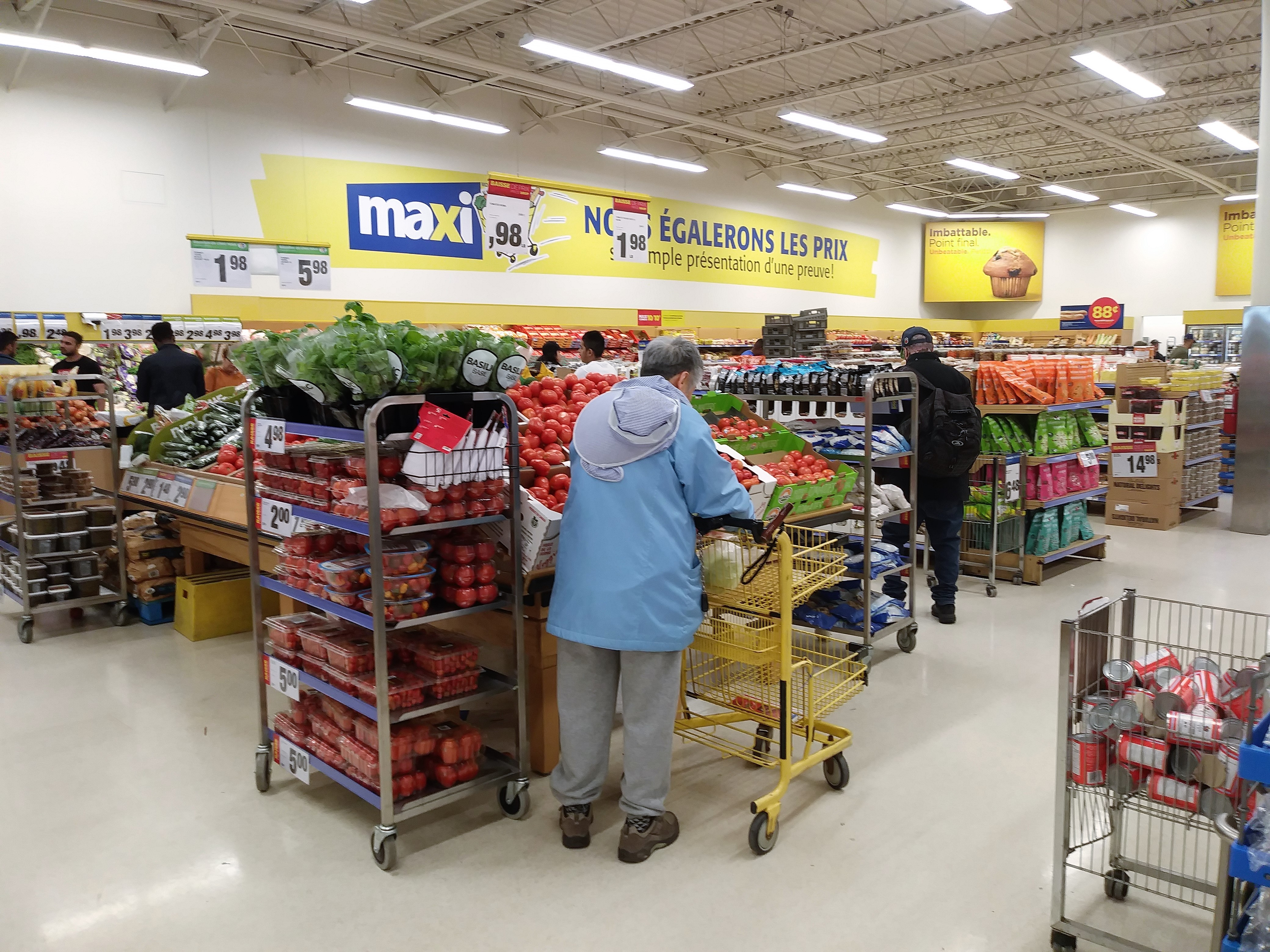
Intérieur d'un supermarché à Montréal.

La première succursale de Maxi ouvrit le 19 novembre 1984 dans le local d'un ancien magasin Kmart situé au coin du chemin de Chambly et du boulevard Jacques-Cartier à Longueuil,. Elle était la riposte de Provigo face au succès grandissant de Super Carnaval qui venait d'ouvrir deux mois plus tôt une succursale pas loin du Maxi,. Maxi avait été conçu pour être une version grande surface de la chaine d'alimentation Héritage de Provigo et était parfois référé sous les noms Maxi-Héritage ou Héritage-Maxi durant ses premières années,.
En 1987, Maxi comptait sept magasins, soit à  Longueuil, Châteauguay, Cap-de-la-Madeleine, Saint-Léonard, LaSalle, Pointe-Claire et Trois-Rivières-Ouest,. À la fin de 1991, Maxi détenait ce même nombre de magasins dans la région de Montréal. Durant les années 1980 et début des années 1990, la mascotte de Maxi était un éléphant, de la même manière que sa société sœur Héritage utilisait un kangourou comme symbole,.
Parmi les 22 succursales que Provigo acquiert en 1992 de Steinberg, 11 d'entre elles deviennent des épiceries Maxi alors que l'autre moitié est partagée entre les bannières Héritage et Provigo. Maxi finit par absorber la chaine Héritage en 1995 ce qui porte à 67 son nombre de succursales.
Le premier hypermarché Maxi & Cie ouvre le 24 septembre 1996 à Saint-Léonard. Il est suivi de trois autres succursales Maxi & Cie qui ouvrent simultanément le 15 décembre 1996 à Sainte-Foy, Boucherville et Saint-Hubert.
Maxi devient une division de Loblaws en 1999 à la suite de l'acquisition par cette dernière de Provigo.

## Image de marque

### Logo

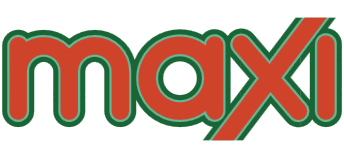
Logo de 1994 à 2002
Logo depuis 2002

### Slogan
Le slogan « Imbattable, point final », lancé en 2012, fait référence à la politique d'égalisation des prix, permettant d'obtenir un produit identique d'une autre chaîne au même prix.
Un slogan alternatif, « Maxi, ben oui, Maxi », est aussi utilisé depuis la popularisation de cette phrase par Martin Matte dans une publicité de 2016. En 2022, Maxi s'inspire de la campagne publicitaire du camp du Oui lors du référendum sur l'indépendance du Québec de 1995 en affichant ce slogan sur un autobus de campagne et des affiches électorales.

### Publicité
Depuis 2016, l'humoriste Martin Matte est l'égérie de marque de Maxi. Le supermarché aurait embauché Martin Matte pour redorer son image. Les publicités de la chaîne font appel à son humour caractérisé par l'ironie, l'autodérision et l'audace. Un sondage réalisé en 2021 par Léger révèle qu'elle serait la deuxième campagne publicitaire la plus appréciée de l'histoire au Québec.
En mai 2020, la bannière doit retirer une nouvelle campagne publicitaire. La publicité, voulant encourager les produits locaux, a été critiquée de grossophobe après l'apparition de leur porte-parole (Martin Matte) déguisé en obèse. La compagnie et Martin Matte ont réagi chacun de leur côté à la suite du retrait de la publicité en question et qui fut modifiée avant sa remise en ligne dans laquelle les images sont cachées par des tomates écrasées en clin d'œil aux critiques négatives reçues.